# Flávio Ramos Tambellini
Flávio R. Tambellini (São Paulo, 29 de fevereiro de 1952) é um diretor, produtor e roteirista de cinema brasileiro.
É filho do crítico de cinema e produtor e diretor Flávio Tambellini.

## Filmografia
Como diretor
- 1989 - Paraty: Mistérios
- 2001 - Bufo & Spallanzani
- 2006 - O Passageiro - Segredos de Adulto
- 2011 - Malu de Bicicleta
- 2017 - A Glória e a Graça

Como produtor
- 1986 - Where the River Runs Black
- 1987 - Ele, o Boto
- 1989 - Faca de Dois Gumes
- 1993 - Capitalismo Selvagem
- 1995 - Jenipapo
- 1996 - Terra Estrangeira
- 1997 - A Ostra e o Vento
- 1998 - Pierre Fatumbi Verger: Mensageiro Entre Dois Mundos
- 1998 - Traição
- 1999 - Orfeu
- 1999 - Um Copo de Cólera
- 1999 - Gêmeas
- 2000 - Eu Tu Eles
- 2001 - Bufo & Spallanzani
- 2001 - Janela da Alma
- 2003 - Carandiru
- 2003 - O Homem do Ano
- 2004 - Cazuza - O Tempo Não Pára
- 2004 - O Diabo a Quatro
- 2006 - Pro Dia Nascer Feliz
- 2006 - O Passageiro - Segredos de Adulto
- 2007 - Mutum
- 2008 - Os Desafinados
- 2008 - Indiana Jones and the Kingdom of the Crystal Skull
- 2010 - Rio Sex Comedy
- 2011 - A Falta Que Nos Move
- 2012 - As Aventuras de Agamenon, o Repórter
- 2014 - Muitos Homens Num Só

Como roteirista
- 1983 - Gabriela, Cravo e Canela
- 1984 - Garota Dourada
- 1987 - A Ostra e o Vento
- 1999 - Um Copo de Cólera
- 2001 - Bufo & Spallanzani

Como ator
- 1988 - Moon Over Parador .... Dante Guszman
- 1993 - Capitalismo Selvagem
- 2006 - O Passageiro - Segredos de Adulto

## Principais prêmios e indicações
Festival de Gramado 2001
- Venceu na categoria de melhor filme por Bufo & Spallanzani (2001)

Festival de Cinema Brasileiro de Miami 2001
- Indicado ao Prêmio Lente de Cristal nas categorias de melhor filme e melhor roteiro por Bufo & Spallanzani.